# Fritz Schranz
Fritz Schranz (* 4. April 1930 in München; † 2. April 2016 in Trostberg) war ein deutscher Philosoph und Aktionskünstler.

## Leben
Schranz absolvierte 1948 das Wirtschaftsabitur, studierte dann Mathematik und Physik und war einige Jahre als Gymnasiallehrer tätig. Seine Vorliebe galt jedoch der Philosophie. Er hörte Vorlesungen bei Aloys Wenzl, Hermann Krings und Fritz Leist. Sein Mentor war der katholische Theologe Aloys Goergen. Mit ihm und anderen Weggefährten baute Schranz am Walchensee ein Seminargebäude, in dem auf moderne, jedoch kirchlich nicht erlaubte Weise liturgische Experimente durchgeführt wurden: Messfeier auf Deutsch, Eucharistie in zweierlei Gestalt, ein Tisch als Altar, Tanz bei der Kommunion. Schranz komponierte für diese Feiern neue Lieder und studierte Tänze ein. Der theologischen und dramaturgischen Erweiterung seiner Arbeit dienten Besuche bei dem evangelischen Theologen Rudolf Bultmann und dem Dramatiker Samuel Beckett. Im Gespräch meinte Bultmann: „Ich sehe schon, Sie sind jemand, der überhaupt nichts glauben will ...“
Nach Dissens mit seinem Mentor Goergen gründete Schranz in den 1960er Jahren mit einigen Freunden die „Künstlerkolonie Peterskirchen“. Seine Lebenspartnerin Gottliebe Gräfin von Lehndorff, die Mutter der Schauspielerin Veruschka von Lehndorff und Witwe des Mitgliedes im Widerstandskreis vom 20. Juli 1944, Heinrich Graf von Lehndorff, kaufte den Alten Pfarrhof in Peterskirchen, nahe Wasserburg am Inn, ein denkmalgeschützter, zweigeschossiger Mansarddachbau aus dem 18. Jahrhundert, wo Fritz Schranz fast 30 Jahre seine Aktionen und seine Kurse für Kunst und Philosophie veranstaltete. Zahlreiche Künstler waren in der Zeit der Studentenbewegung zu Gast oder arbeiteten dort: unter anderem Rainer Werner Fassbinder, Ingrid Caven und Hanna Schygulla, die 13 Jahre dort lebte. Friedrich Gulda lebte auf dem Gelände zwei Wochen in einem Wohnwagen und studierte Konzerte ein. Peterskirchen wurde zu einem Diskussionsforum und die süddeutsche Kunstszene gingen ein und aus, unter andern Bernhard Appelius, Peter Zadek, Uschi Obermaier, Rainer Langhans, Thomas Bernhard, der Schauspieler Hanns Zischler sowie Filmproduzenten und schweizerische Filmdirektoren. Am längsten wohnte dort – neben Schranz – der Bildhauer und Maler und früherer Percussionist der Gruppe Amon Düül, Holger Trülzsch, der Lebensfreund von Veruschka von Lehndorff.
Im Laufe von über 30 Jahren veranstaltete Schranz im In- und Ausland zirka 300 Aktionskunst-Events mit Texten großer Philosophen (unter anderem von Protagoras, Platon, Aristoteles, Immanuel Kant, Friedrich Nietzsche, Edmund Husserl, Martin Heidegger und Literaten wie Friedrich Hölderlin und Franz Kafka). Zu diesen und eigenen Texten erfand Schranz Aktionen, die die Texte in Form von Szenerien widerspiegelten. Die Szenerien wurden aus Folien, Stoffen, Pappkartons, Aluminiumplatten, Plexiglas, Styropor und Holzstangen hergestellt. Bei den mit Musik vollzogenen Choreographien trugen die Aktionsteilnehmer selbstgefertigte Aktionskleider. Den dramaturgischen Hintergrund bildeten griechische Inseln, Wüsten, ausgetrocknete Flusstäler, ehemalige Klöster, Kirchen und antike Ruinen.
1996 heiratete er Anne Luthardt, mit der er gemeinsame Aktionen in Peterskirchen und auf Reisen unternahm und die seine Schriften und Bücher redigierte. Ihre letzte gemeinsame Aktion dokumentierte Matthias Luthardt in seinem Film Die große Evolution.

## Wirkung
- 1979, „Duineser Theaterversuche“, Duino (Italien): In einer 10-tägigen Aktionsveranstaltung mit dem Thema „Das Sein und das Nichts“ wurden mit Texten von Heidegger und Sartre in Zusammenarbeit mit Walter Haupt (Musik) in einem Krater aus abgestorbenen Ästen „Nichtsgerüste“ und aus Eisenstangen ein „Seinsgestell“ errichtet. Jeder Aktionsteilnehmer wurde an ihm hochgezogen und erlebte, schwebend im UV-Licht, das Sein. An der Aktion „Vernichtung des Nichts“ nahmen 300 Personen teil.
- 1983, „Festival der Existenz“, Volterra (Italien): An den Aktionen nahmen 1500 Personen teil. Die Themen „Schicksal“ und „Der Weg“, wobei der Lebensweg gemeint war, wurden dabei auf der Piazza dei Priori durch Choreographien mit Flexrohren und einem aus Plastikfolien zusammengeklebten 60 Meter langen Weg dargestellt.
- 1992, „Die Friedensfeier“ von Friedrich Hölderlin, Sveti Petar u Sumi (Kroatien), eine 14-tägige Aktionsveranstaltung mit Professoren der Akademie für Wissenschaft und Kunst, Ljubljana: Mitten im Krieg wurde in den Ruinen des Klosters durch sieben Aktionen – „Das Einfältige“, „Hoffnung rötet die Wangen“, „Das rauchende Tal“, „Die ahnende Seele“, „Die goldene Frucht“, „Der Fürst des Festes“ und „Die Flamme in Händen“ – „Die Friedensfeier“ von Friedrich Hölderlin dargestellt und erlebt.

Schranz machte im Laufe seines Lebens zirka 300 solcher Aktionsveranstaltungen.

## Veröffentlichungen
Den Ablauf solcher Aktionen schilderte Schranz in den von ihm veröffentlichten Büchern:
- Das Psalmsingen in deutscher Sprache. In:  Hermann Kern, Friedrich Piel und Hans Wichmann (Hrsg.): Zeit und Stunde: Festschrift Aloys Goergen. Mäander, Falkenberg, 1985, ISBN 3-882193409.[4]
- Und voll mit wilden Rosen, Fouqué-Verlag, Egelsbach, Frankfurt, Washington, 1997, ISBN 3-8267-4050-5.
- Die Weltformel U=P, Pro Business, Berlin, 2009, ISBN 978-3-86805-415-6.
- Frischer Glanz: Ein neues Begreifen von Welt und Mensch, 2011, Pro Business, Berlin, ISBN 978-3-86805-868-0.
- Anders als bisher: Ein neues Begreifen von Welt und Mensch, BookRix, 2015 ISBN 978-3-73688618-6.

Zuletzt arbeitete Fritz Schranz an einem Buch mit dem Titel „Der homo individualis“. Es sollte Umfang und Hintergründe der von ihm geleisteten Kulturarbeit erläutern.

## Filme
Matthias Luthardt (Regie): Die große Evolution, Dokumentation über den Künstler und Philosophen Fritz Schranz, mit: Fritz Schranz, Anne Luthardt-Schranz, Gottliebe Lehndorff, Vera Lehndorff, Hanna Schygulla u. a., 89 min. Blu-ray, DVD, 2015. Die Uraufführung fand am 12. Juli 2015 im fsk Kino am Oranienplatz in Berlin statt.